# Блэк-Хок (округ)
Блэк-Хок (англ. Black Hawk County) — округ в США, штате Айова. На 2000 год численность населения составляла 128 013 человек. По оценке бюро переписи населения США в 2009 году население округа составляло 129 276 человек. Окружным центром является город Уотерлу.

## История
Округ Блэк-Хок был сформирован 17 февраля 1843 года.

## География
По данными Бюро переписи населения США площадь округа Блэк-Хок составляет 1468 км².

### Основные шоссе
- Федеральная автострада 380
- Шоссе 20
- Шоссе 63
- Шоссе 218
- Автострада 21
- Автострада 27
- Автострада 57
- Автострада 58
- Автострада 175
- Автострада 281

### Соседние округа
- Бремер (север)
- Бьюкенен (восток)
- Бентон (юго-восток)
- Тейма (юго-запад)
- Гранди (запад)
- Батлер (северо-запад)
- Файетт  (северо-восток)

## Демография
По данным переписи населения 2000 года в округе проживало 128 013 жителей. Среди них 21,7 % составляли дети до 18 лет, 14,3 % люди возрастом более 65 лет. 51,8 % населения составляли женщины.
Национальный состав был следующим: 88,5 % белых, 8,4 % афроамериканцев, 0,3 % представителей коренных народов, 1,3 % азиатов, 3,0 % латиноамериканцев. 1,4 % населения являлись представителями двух или более рас.
Средний доход на душу населения в округе составлял $18885. 14,7 % населения имело доход ниже прожиточного минимума. Средний доход на домохозяйство составлял $45647.
Также 86,5 % взрослого населения имело законченное среднее образование, а 23,0 % имело высшее образование.